# Hasankeyf
Hasankeyf (kurde : Heskîf,  arabe : حصن كيفا, arménien : Հարսնքվ, grec ancien : Κιφας, Cepha, syriaque : ܚܣܢܐ ܕܟܐܦܐ) est une ville située dans le sud-est de la Turquie. 
La ville actuelle a été fondée à la suite de la construction et de la mise en service du barrage d'Ilısu. La ville historique et ses monuments (non déplacés dans le parc archéologique) sont engloutis depuis le printemps 2020, alors que la ville était une zone naturelle protégée depuis 1981.

## Géographie

### Démographie
La population actuelle de Hasankeyf est en majorité kurde. Cependant, il y a longtemps eu une présence assyrienne/syriaque et arabe dans la ville. La population chrétienne syriaque a été presque entièrement anéantie pendant le génocide assyrien de 1915 lors de la Première Guerre mondiale. Jusque dans les années 1990, des populations chrétiennes assyriennes/syriaques étaient présentes autour de leur village et église situés sur les hauteurs de la ville. L'État turc les a contraintes à quitter leur village.

## Projet de barrage et engloutissement contesté
Un premier projet de barrage a échoué, après le retrait des investisseurs européens (allemands, suisses et autrichiens), critiquant le non-respect des normes environnementales.
Le projet de barrage est vivement contesté en raison des dégâts environnementaux et humains liés au déplacement des populations : en effet le remplissage du réservoir et la mise en marche du barrage engloutira plusieurs villes dont celle de Dicle et engendrera une catastrophe écologique sans précédent.
Par ailleurs, la perte irrémédiable du patrimoine culturel et historique lié à cette région ainsi que des vestiges archéologiques ont fait réagir plusieurs ONG et chercheurs en archéologie. En 2019, une centaine d'ONG réunies dans « Pour Hasankeyf» ont lancé un appel intitulé Il n'est pas trop tard pour sauver Hasankeyf et le Tigre. Hasankeyf remplit de nombreux critères pour être classé au patrimoine mondial, mais l'UNESCO et les autres organisations internationales restent muettes à ce sujet. En février 2019, la Cour européenne des droits de l'homme (CEDH) – dans laquelle siège la Turquie en tant qu'État membre – a décidé de rejeter la plainte déposée pour protéger le patrimoine culturel d'Hasankeyf.
L'instabilité du projet pendant plusieurs décennies a engendré une perte économique pour la population de Hasankeyf. La ville a été classée en zone spéciale de conservation en 1981, ce qui s'est accompagné d'une interdiction de construire qui a tenu les investisseurs à l'écart et poussé de nombreux habitants à quitter leur terre natale. Une ville nouvelle avec des infrastructures modernes, dont l'attribution des maisons sera tirée au sort, a été construite à 2 km mais est en 2016 toujours inhabitée.
Enfin, les menaces qui pèsent sur le sort des populations kurdes de la région ont mobilisé de nombreuses ONG, des militants, des artistes et des partis politiques. Ce barrage constituerait un saccage de l'histoire et des civilisations autres que islamiques ou turques. Ainsi, en juin 2017, le gouvernement turc a notamment fait démolir la statue de Ehmedê Xanî ou Ahmed Khani (1650-1707), écrivain, astronome et poète clerc sunnite et philosophe, érigée sur la place de la ville Doğubeyazıt dont la municipalité a été dissoute par le gouvernement.

## Pont d'Hasankeyf
Construit par le seigneur artukide Fakreddine Karaaslan (1144-1167), c’était le pont ayant l’arche la plus longue (40 mètres) construite au Moyen Âge. De ce pont du XIIe siècle qui enjambait le Tigre, il ne restait que des piliers en pierre. La partie centrale de ce pont était en bois afin de pouvoir l'enlever en cas d'attaque. Un nouveau pont reliait désormais la ville à l'ancienne citadelle d'Hasankeyf, mais ces ponts ont tous deux été détruits lors de la mise en œuvre du projet d'aménagement hydraulique d'Anatolie du Sud-Est.

## Toponymie
Le toponyme « Hasankeyf » est d'origine syriaque : ܚܨܢܐ hesn = citadelle, ܟܐܦܐ kef = pierre.
Selon la légende que relate Cheref-Ouddine, prince kurde de Bitlis, dans son livre Cheref-Nameh (Fastes de la nation kourde), écrit il y a plus de cinq cents ans (en 1497), un prisonnier arabe du nom de Hasan qui allait être mis à mort demande une dernière faveur au seigneur qui avait construit la forteresse dominant de façon vertigineuse les eaux du Tigre : pourrait-il monter son cheval bien-aimé pendant quelques instants dans la cour de la forteresse ? Cette faveur lui fut accordée, et le prisonnier fit avec son cheval un bond dans le Tigre de 150 mètres. Le cheval mourut en s’écrasant dans les flots, mais le prisonnier put s’échapper, et tous les spectateurs s’exclamèrent : Hasan keif (« Hasan, comment »), et, selon la légende, ce nom resta attaché à la forteresse.

## Présence chrétienne
L'islam n'est pas la seule religion qui a marqué Hasankeyf de son empreinte. Hier comme aujourd'hui, la présence chrétienne y est très forte. Dès le Ve siècle, Hasankeyf abritait un évêché syrien et les chrétiens bénéficièrent à la fin du Moyen Âge, sous les sultans turcs, d'un certain régime de faveur. En effet, nouvellement arrivées, les tribus turcomanes se ménagèrent les bonnes grâces des populations chrétienne, grecque et syriaque, pour faire face à l'hostilité des Kurdes et des Arabes musulmans de la région, qui acceptaient mal de perdre leur suprématie politique et militaire.

## Monuments historiques

### La citadelle et la ville haute
La citadelle construite par les Ayyoubides au XIIIe siècle et remaniée par de nombreux chefs kurdes au cours des siècles gît en ruine au sommet d’une falaise de calcaire monumentale qui se dresse verticalement au-dessus du Tigre. La ville ancienne de Hasankeyf, construite à côté de la vieille mosquée de la forteresse, est aussi en ruine : dans les années 1970, ses habitants ont été forcés par le gouvernement turc d’abandonner leurs maisons centenaires, souvent creusées dans la roche, et de venir s’installer plus bas, dans la vallée, près du vieux pont.

### Le petit palais
Les ruines du petit palais construit sur l’éperon de la falaise dominent la vallée du Tigre. Les chefs kurdes y vivaient jusqu'à la fin du XIXe siècle et on peut y admirer le Tigre et la vallée qui s'étend en contrebas.

### Le grand palais
Il ne reste plus rien du grand palais, à l’exception d’un pilier de son ancien portail.

### La mosquée Ulu
La vieille mosquée Ulu, construite en 1325 par les Ayyoubides sur les ruines d’une église antique, se dresse toujours au milieu des ruines de la ville, et l’on peut lire une inscription très ancienne sur le socle de son minaret. 

### Le tombeau de Zeynel bey
Zeynel bey, le fils de Uzun Hasan, appartenait à la dynastie Akkoyunlu qui régna brièvement sur Hasankeyf au XVe siècle. Décoré de carreaux de céramique vernissés de couleur turquoise et bleu sombre, ce tombeau constitue un des rares exemples de son genre en Anatolie. Il est actuellement (2010) en restauration et sera déplacé pour échapper aux eaux du barrage.

Vue panoramique.

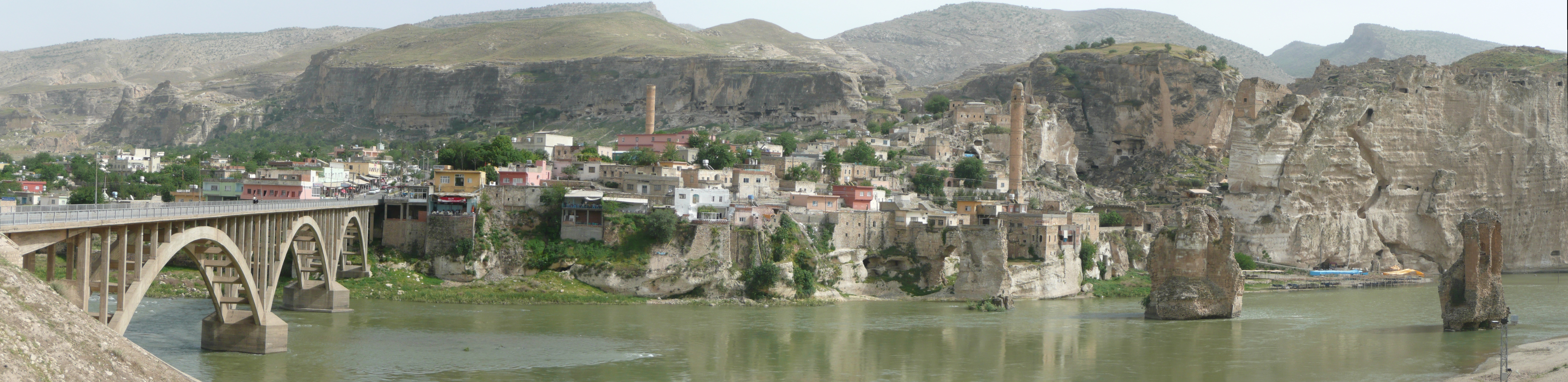
Vue du bord du Tigre.